# Pakil
Pakil ist eine Gemeinde der 5. Klasse in der Provinz Laguna auf den Philippinen. Gemäß dem Zensus vom 1. August 2015 hat sie eine Bevölkerung von 20.659 Menschen.

## Barangays
Pakil ist politisch in 13 Barangays unterteilt:
- Baño
- Banilan
- Burgos
- Casa Real
- Casinsin
- Dorado
- Gonzales
- Kabulusan
- Matikiw
- Rizal
- Saray
- Taft
- Tavera

## Geschichte
Die ersten Siedler Gat Maitan und seine Freu Panumbalihan sowie Gat Silayan Maginto und seine Frau Potongan ließen sich zuerst im Gebiet Banilan nieder. Nach einer Reihe von Angriffen von Piraten und Plünderern zogen sie ins heutige zentrale Barangay. Deshalb erstreckt sich Pakil über zwei Gebiete östlich und westlich des Sees.
1571 wurde Pakil von den Spaniern unter der Führung von Gat Paquil kolonialisiert, dessen Name für die Siedlung verwendet wurde. Der Name „Paquil“ hielt sich während des gesamten spanischen Regimes und auch zu Beginn der amerikanischen Periode. 1927 wurde der Name in „Pakil“ geändert.

## Kulturelles Erbe
Pakil ist vor allem für seine guten Musiker bekannt.